# Simatai

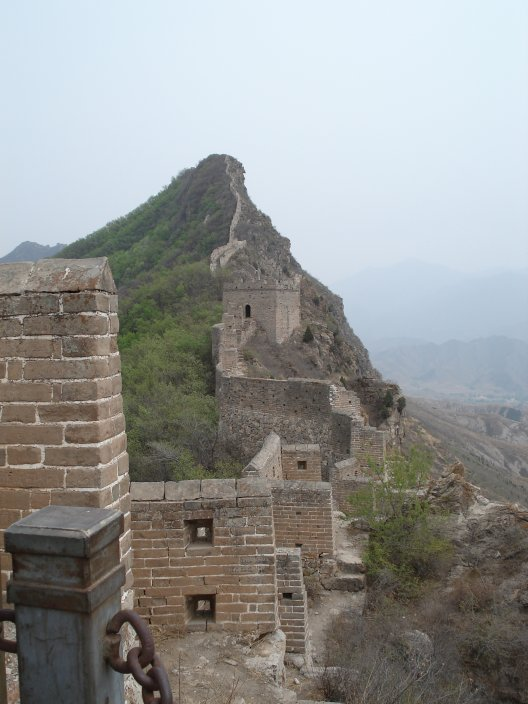
Blick vom 12. Wachturm nach Osten auf die Himmlische Leiter

Simatai (chinesisch 司馬臺長城 / 司马台长城, Pinyin Sīmǎtái Chángchéng, kurz 司馬臺 / 司马台), ein Abschnitt der Chinesischen Mauer im Norden des Kreises Miyun, 120 km nordöstlich von Peking, bewacht den Zugang nach Gubeikou, einen strategischen Pass im östlichen Teil der Großen Mauer. Ursprünglich während der Nördlichen Qi-Dynastie (550–577) und unter Qi Jiguang neu aufgebaut in den Jahren der Hongwu (Ming-Dynastie), ist dieser Abschnitt einer derjenigen, die die ursprünglichen Merkmale der Ming-zeitlichen Mauer bewahrt haben. Simatai fiel in den Verwaltungsbereich der Ji-Garnison.

## Lage

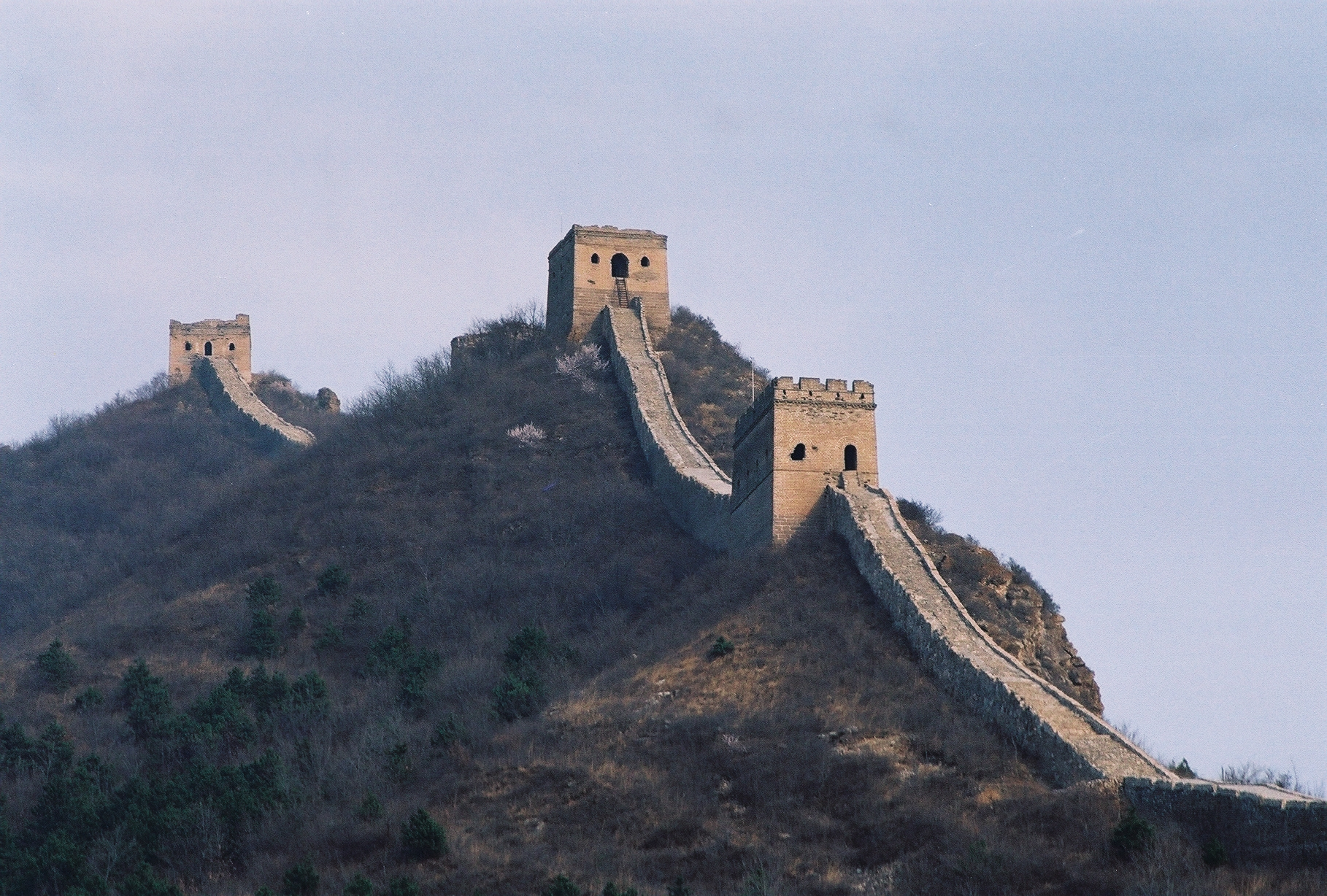
Simatai Ost, Türme Nr. 6, 7 und 8.

Die Große Mauer von Simatai ist 5,4 km lang und weist 35 Signaltürme auf. In heikel erscheinender Lage auf dem Grat des Yan Shan erbaut, fällt der Abschnitt durch seine steilen Passagen auf. Er wird durch ein Tal, in dem sich ein Stausee befindet, in einen östlichen und einen westlichen Teil getrennt. Der westliche Teil erscheint sanft und 20 gut erhaltene Wachtürme säumen die Mauer. Der östliche Teil ist sehr viel steiler und folgt dem rauen Gelände an der Kante von Felswänden und über schroffe Gipfel. Die 15 Wachtürme dieses Abschnitts sind verhältnismäßig eng gesetzt und bieten eindrucksvolle Ausblicke.
Hervorzuheben sind der „Pekingblick-Turm“ (Wangjinglou), der „Engelsturm“ (Xiannulou), die „Himmlische Leiter“ und die „Himmelsbrücke“, die aus Sicherheitsgründen jedoch nicht zugänglich sind. Die „Himmlische Leiter“ steigt einen bis zu 80° steilen Abhang hoch und ist der Zugang zu den Türmen Wangjinglou und Xiannulou, ihre engste Stelle ist an der Mauerkrone kaum einen halben Meter breit. Wangjinglou liegt auf einer Höhe von 986 m und ist der Gipfel des Simatai-Abschnitts. Steine dieses Teilabschnitts sind mit Stempeln versehen, auf denen das Datum und die Bezeichnung der Bautruppe vermerkt sind. Bei guten Witterungsbedingungen sollen von hier die Lichter von Peking in 120 km Entfernung sichtbar sein. Die 100 m lange Himmelsbrücke verbindet Wangjinglou mit Xiannulou, sie ist stellenweise nur 40 Zentimeter breit. Xiannulou besitzt über den Bogentürmen eine Skulptur von zwei Lotosblüten und ist aufgrund seiner Architektur bekannt.
Eine Einseilumlaufbahn mit offenen Gondeln ermöglicht den Aufstieg bis zu einem Teil der Gesamthöhe, von wo ein in Serpentinen angelegter Weg zu Turm Nr. 6 führt. Um diese Steigung bequemer überwinden zu können, wurde, beginnend neben der Gondelbahn-Bergstation, ein seilzuggebundener, schmalspuriger Mini Train eingerichtet, der Touristen in der Falllinie des Hanges bis unterhalb des Berggrates bringt.
Eine beliebte Wanderung ist der Weg von Jinshanling nach Simatai auf der Mauer.
Das Beijing Municipal Cultural Relics Bureau wählte den Simatai-Abschnitt als wichtigstes Vorzugsprojekt für 2004 aus. Simatai hat mehr Signaltürme als andere Abschnitte der Großen Mauer. Unter der Verwendung traditioneller Baustoffe und Methoden wurden teilweise eingestürzte Tore, Wehrgänge und Mauerabschnitte restauriert und verstärkt.
Nach dreijähriger Schließung ist Simatai seit 1. Januar 2014 wieder öffentlich als „trial operation“ zugänglich. Die offizielle Öffnung fand am 1. Oktober 2014 statt.

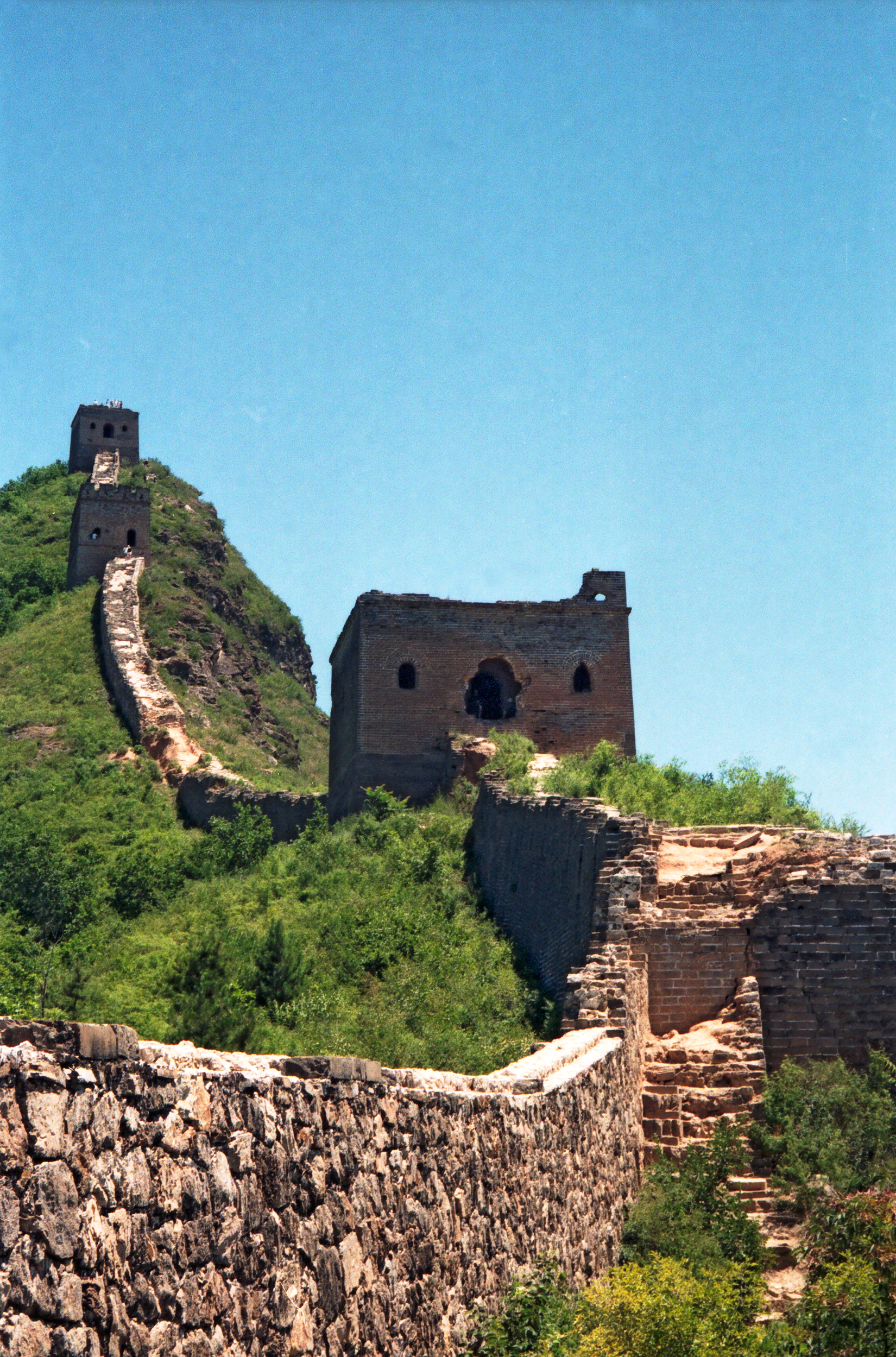
Simatai Ost, Türme Nr. 5, 6 und 7.
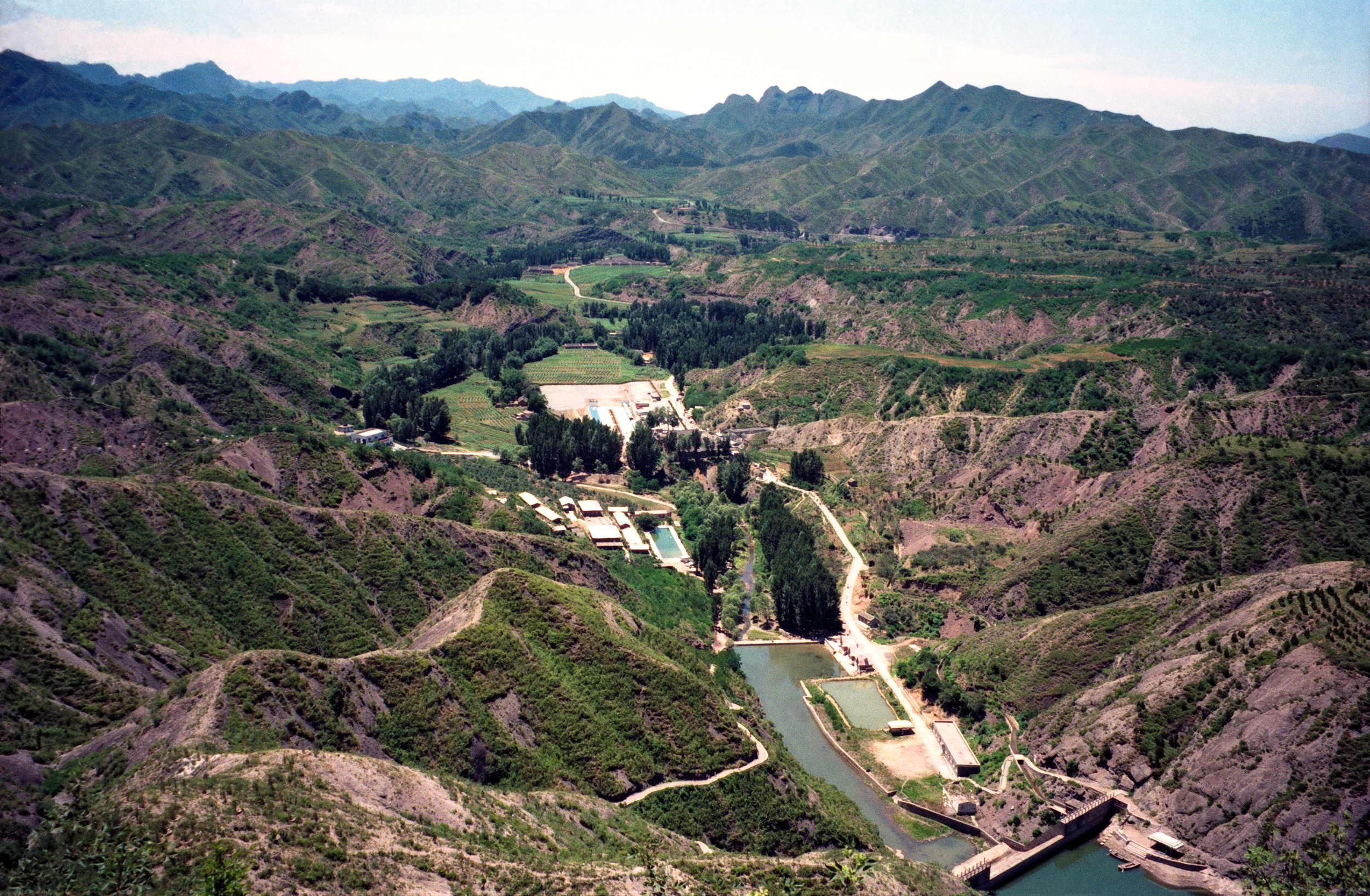
Simatai Ost, Blick auf den Mandarin Duck Lake, natürliche Grenze zu Simatai West (1997).[Anm. 2]
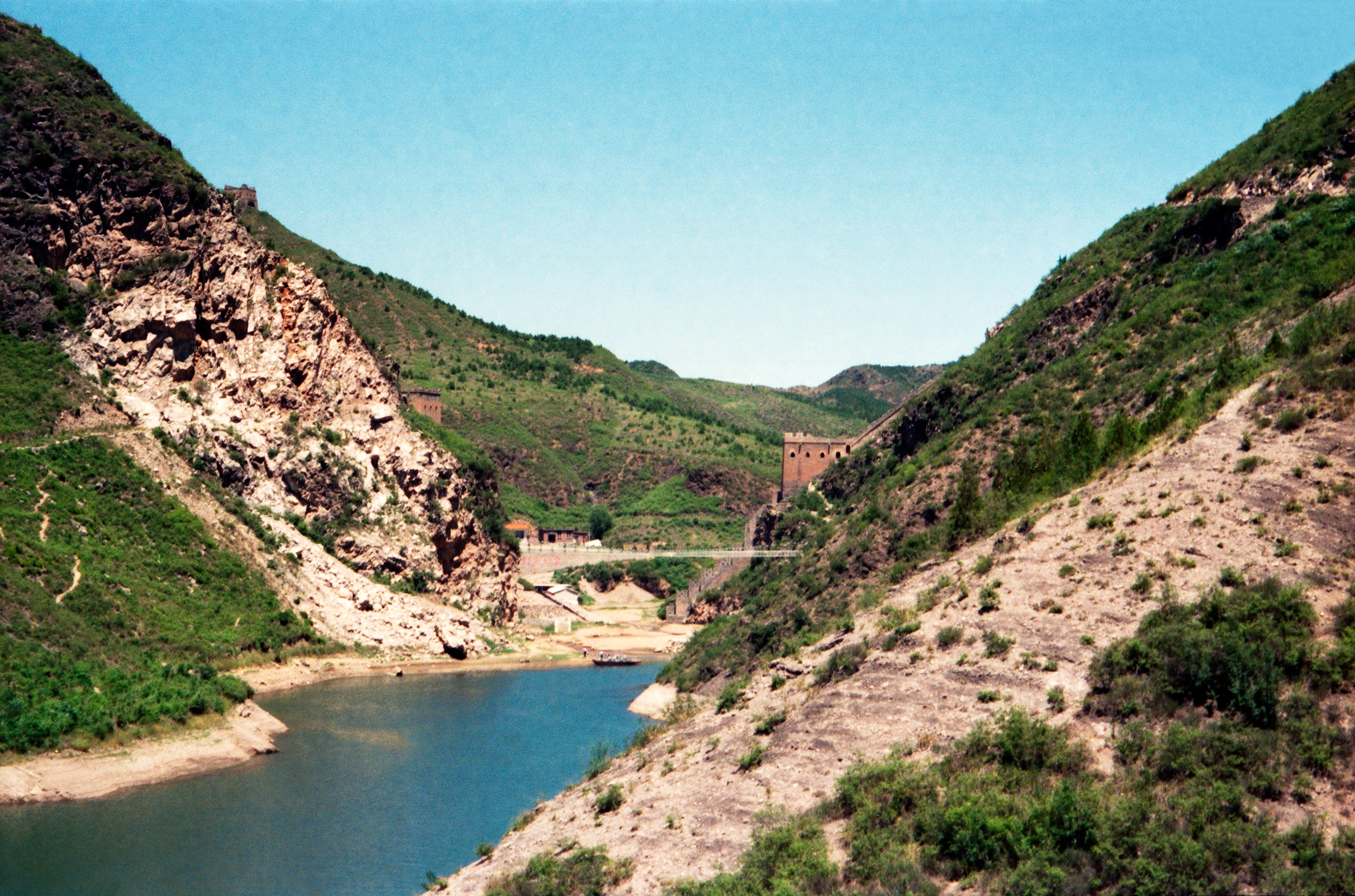
Simatai Ost, Blick von Süden über den Mandarin Duck Lake (Simatai Reservoir) zu den jeweiligen Türmen Nr. 1 (1997).
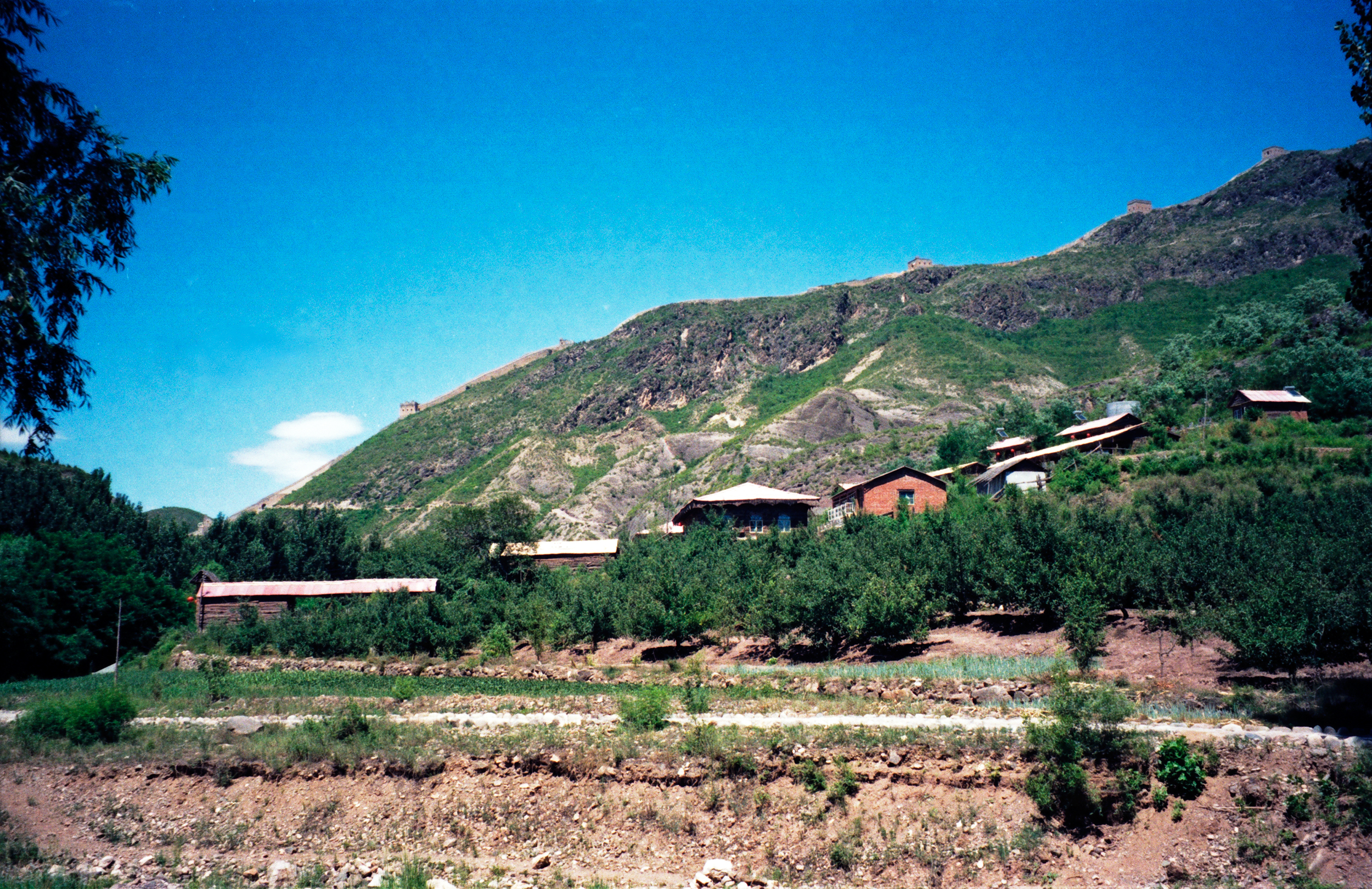
Simatai Ost, (ehemalige) Siedlung nächst dem Eingang zur Simatai Great Wall Tourist Area (1997).[Anm. 3]
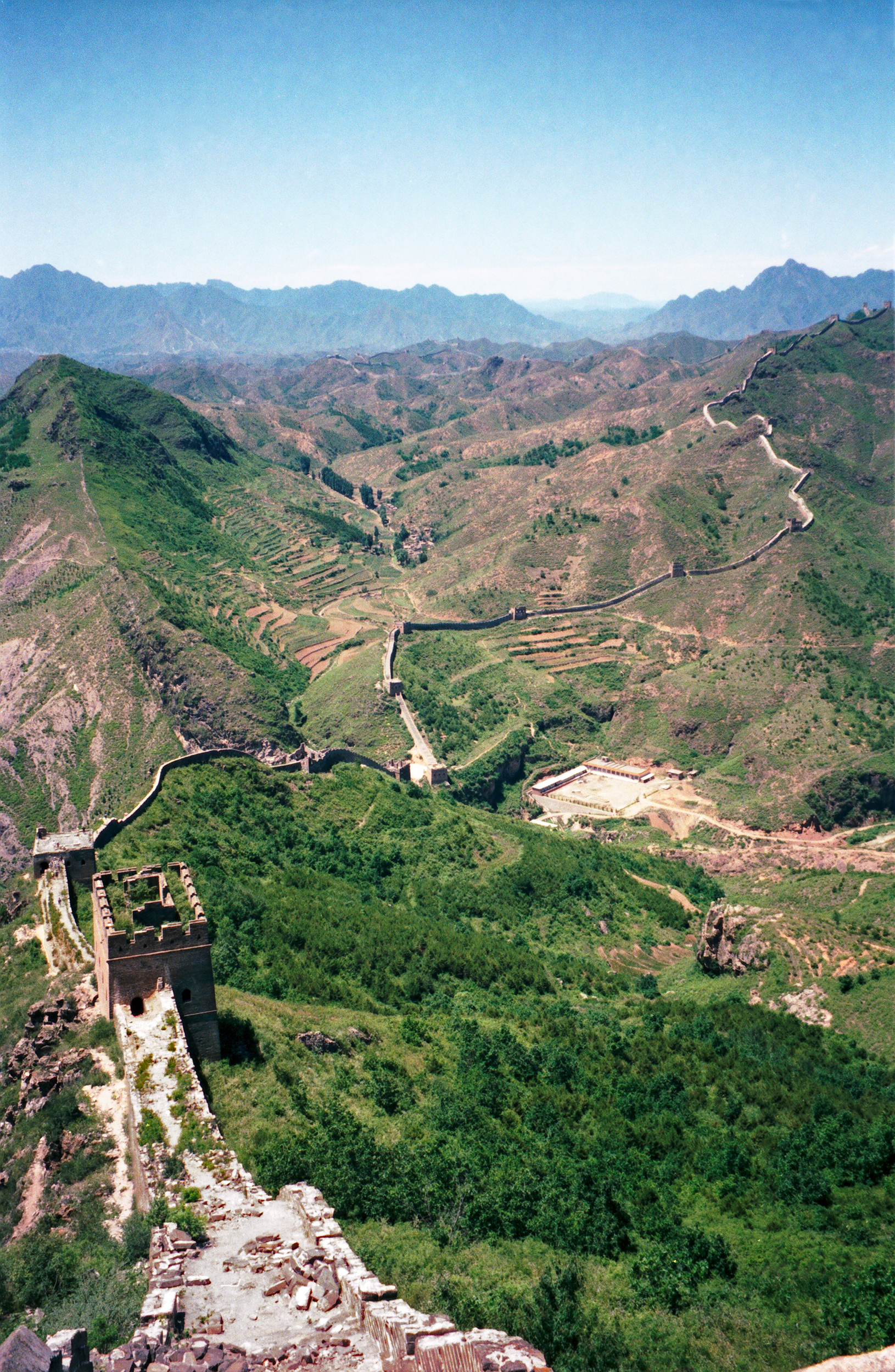
Simatai West (ab Talsohle), gesehen von Turm Nr. 7 auf Simatai Ost.

## Seilbahn in Simatai Ost

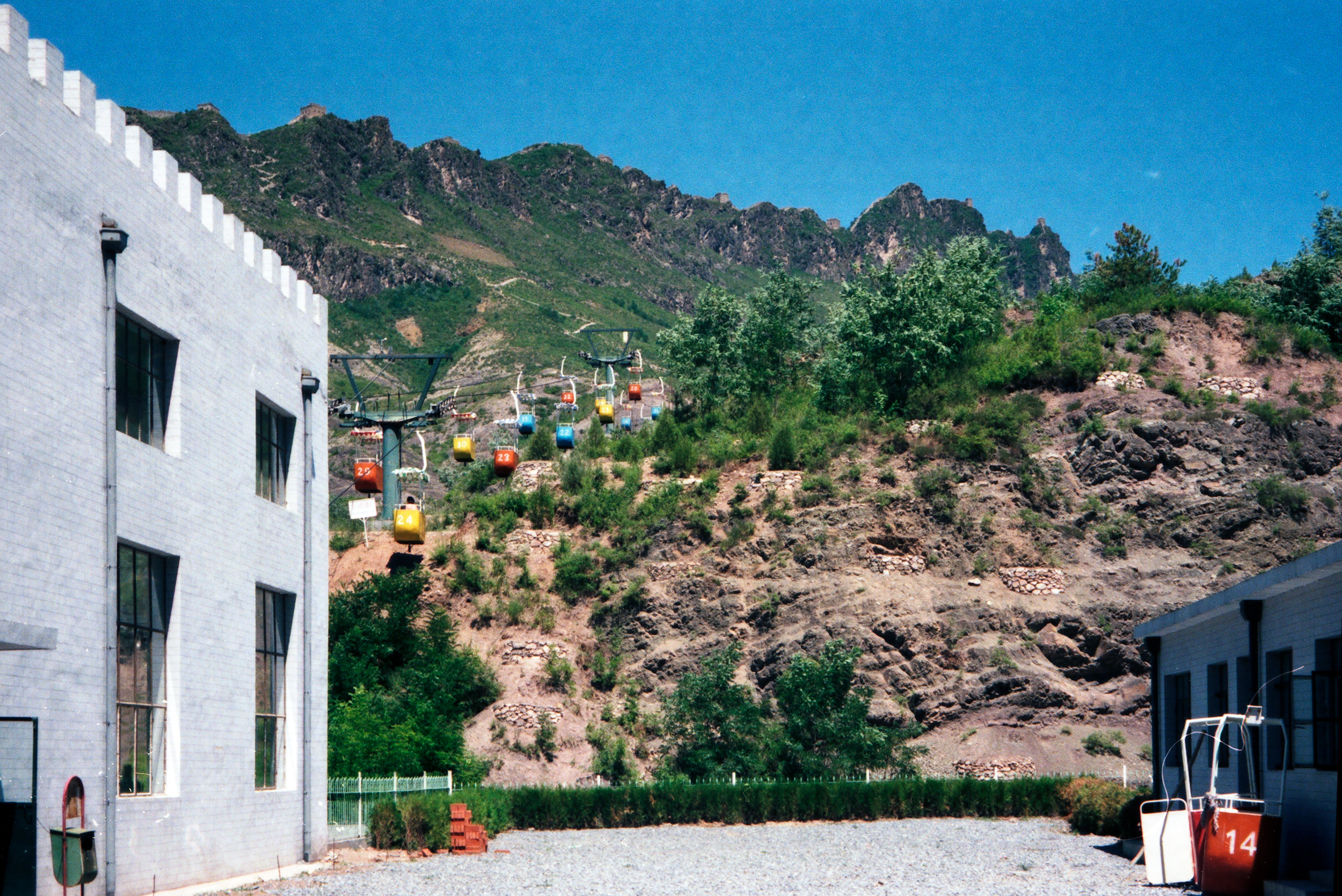
Talstation (1997)[Anm. 4]
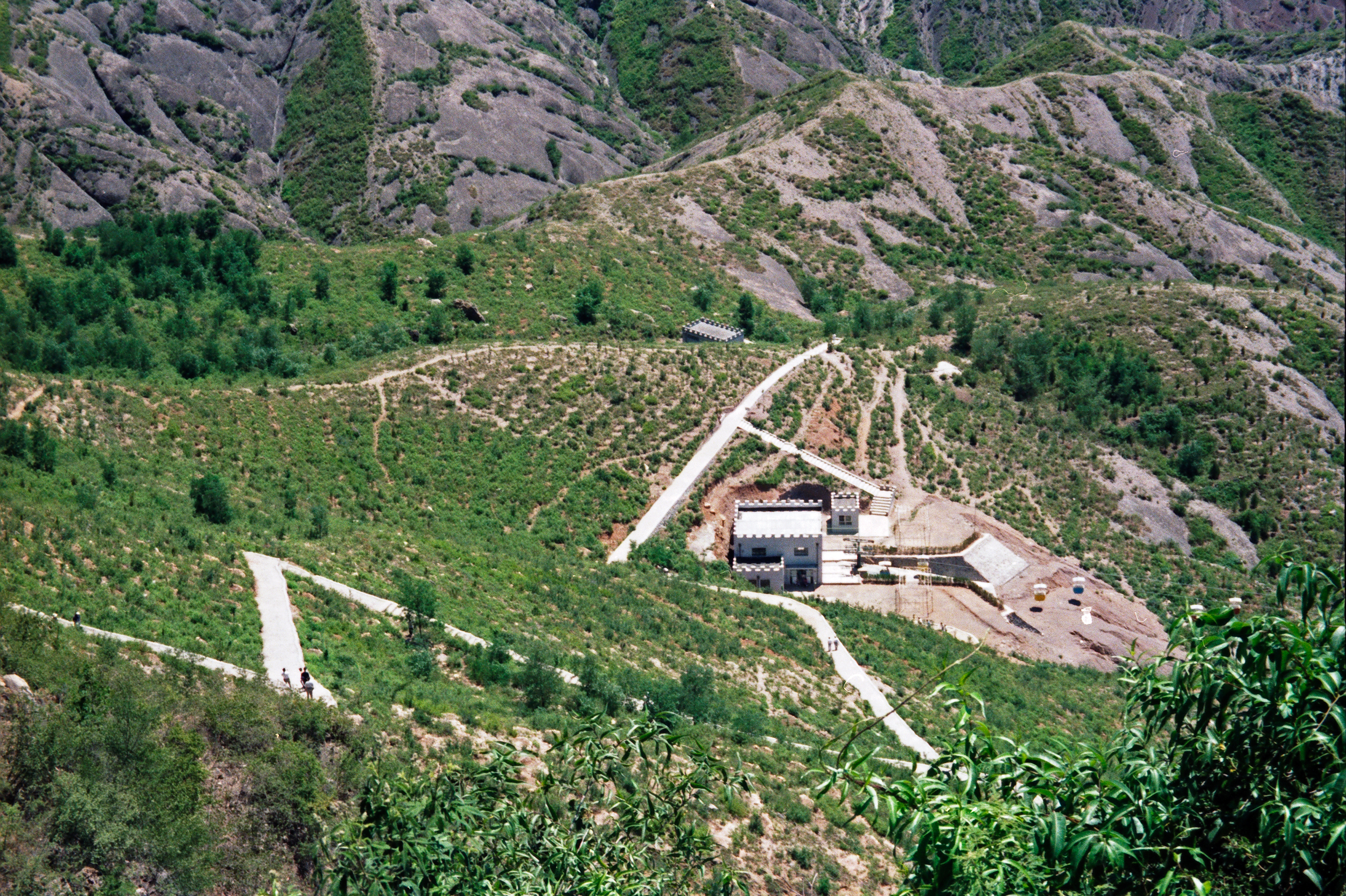
Blick von Turm Nr. 7 auf die Bergstation[Anm. 5]